# دین کریون
دین کریون (انگلیسی: Dean Craven؛ زادهٔ ۱۷ فوریهٔ ۱۹۷۹) بازیکن فوتبال اهل بریتانیا است.
از باشگاه‌هایی که در آن بازی کرده‌است می‌توان به باشگاه فوتبال هرفورد یونایتد، باشگاه فوتبال ویتون آلبیون، باشگاه فوتبال تلفورد یونایتد، باشگاه فوتبال استافورد رانجرز، باشگاه فوتبال گرنثم تاون، باشگاه فوتبال بریج‌نورث تاون، و باشگاه فوتبال شروزبری تاون اشاره کرد.